# Johann Baptist Bernlochner

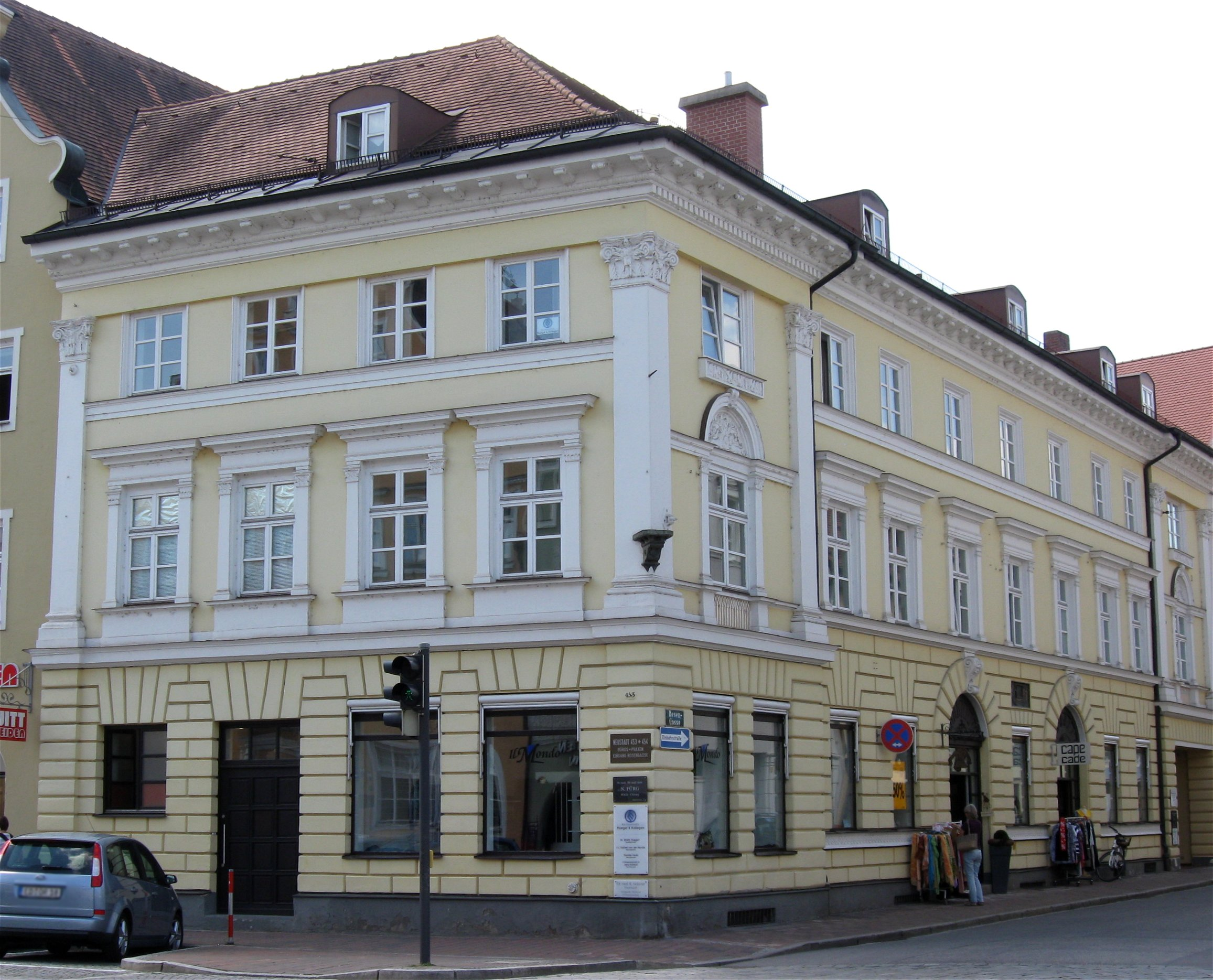
Klassizistisches Wohn- und Geschäftshaus in der Landshuter Neustadt 453 (1830)

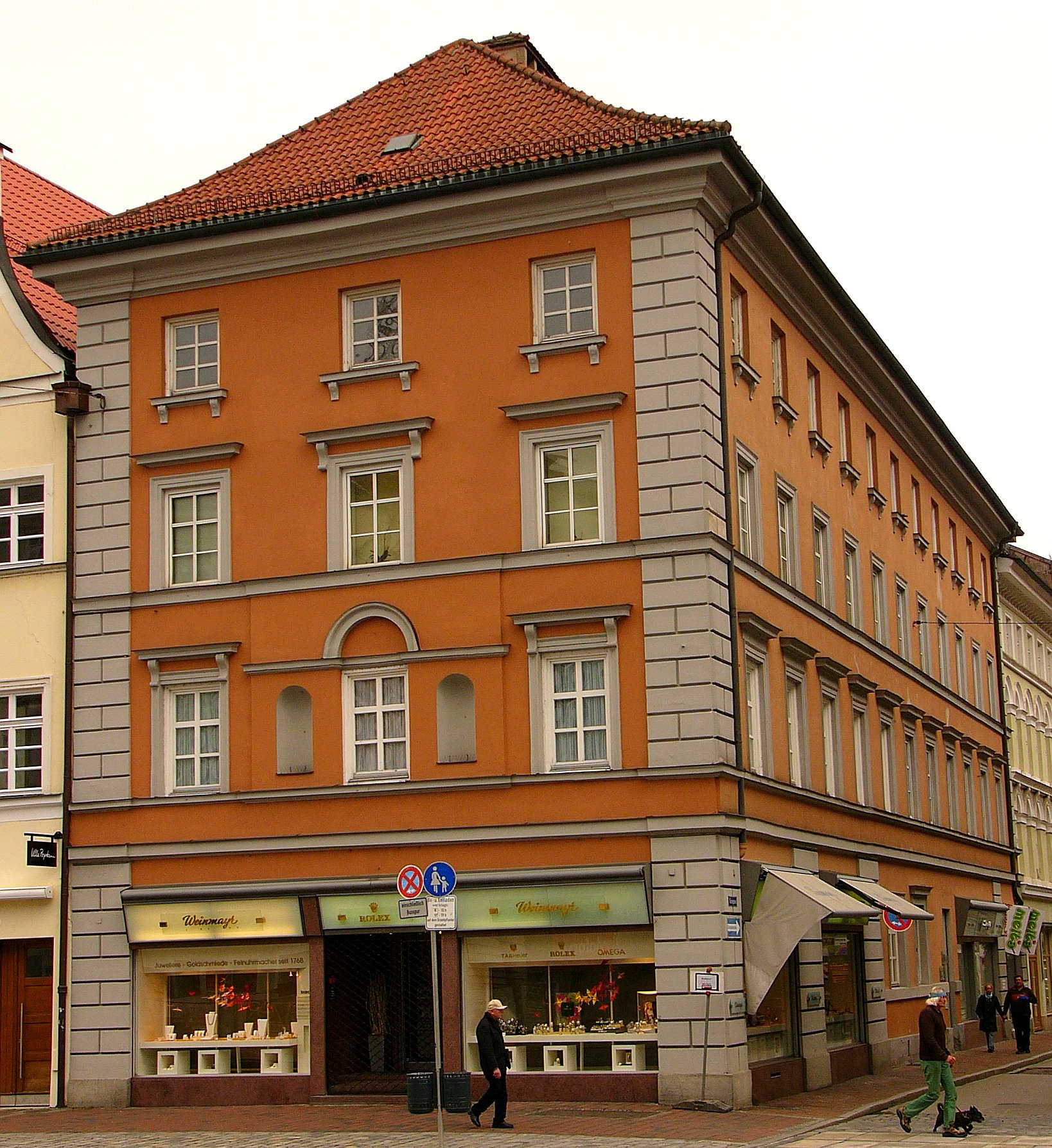
Eckhaus mit Walmdach (1830)

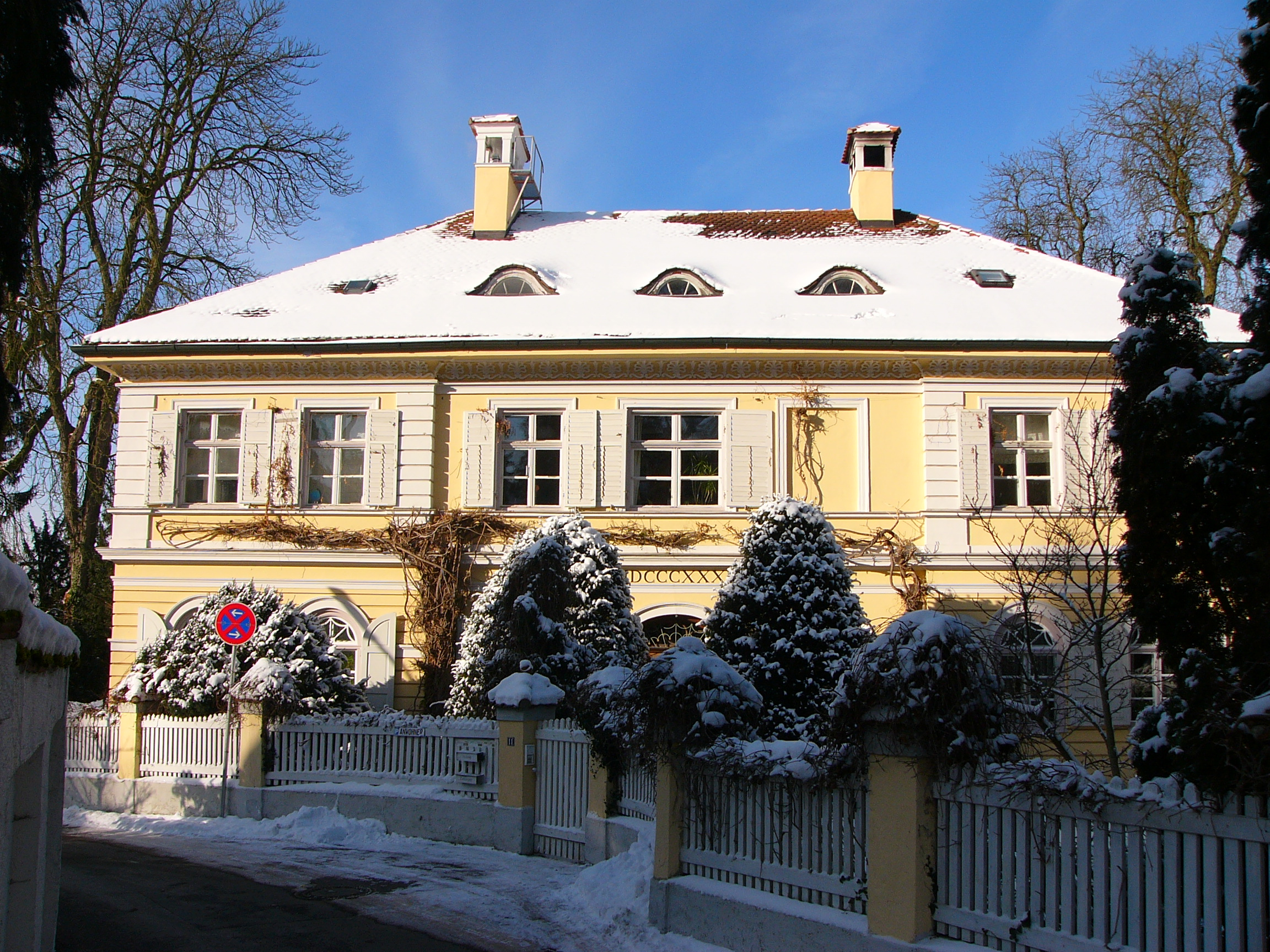
Dräxlmaierschlösschen in Landshut Berg, 1832

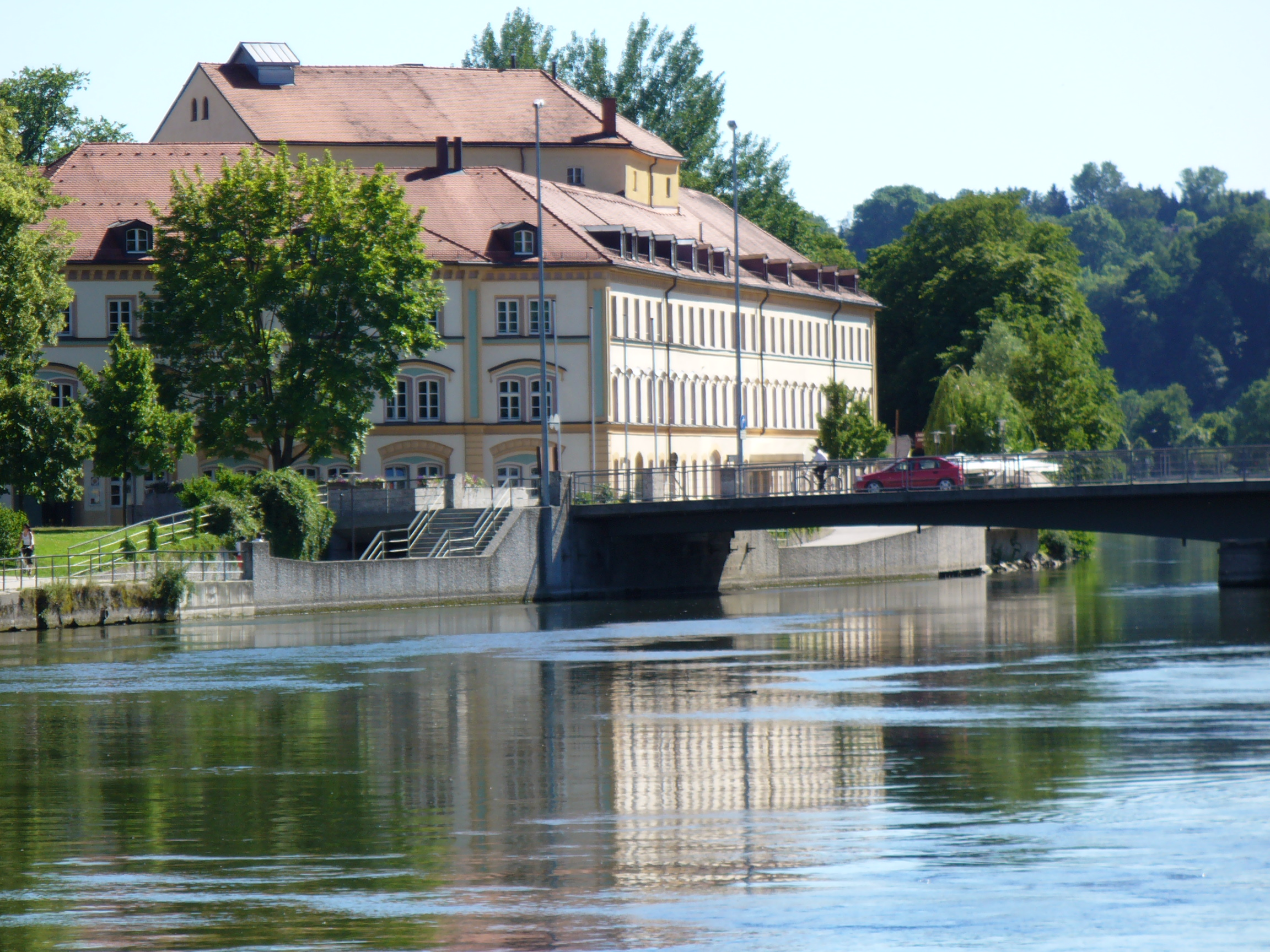
Bernlochner-Komplex in Landshut, mit Restaurant (links) und Theater (Mitte), 1841

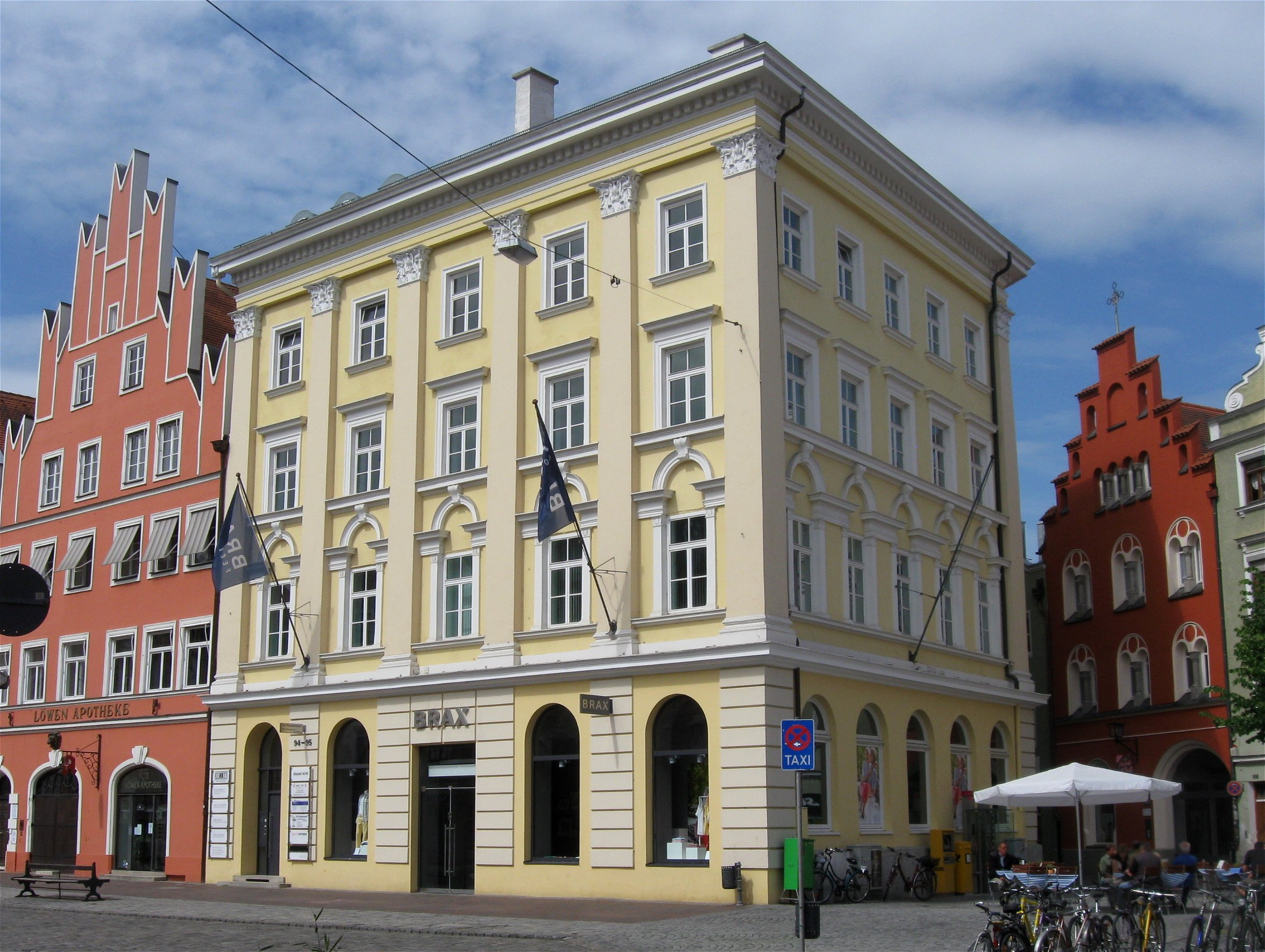
Wohn- und Geschäftshaus in Landshut, Mitte 19. Jh

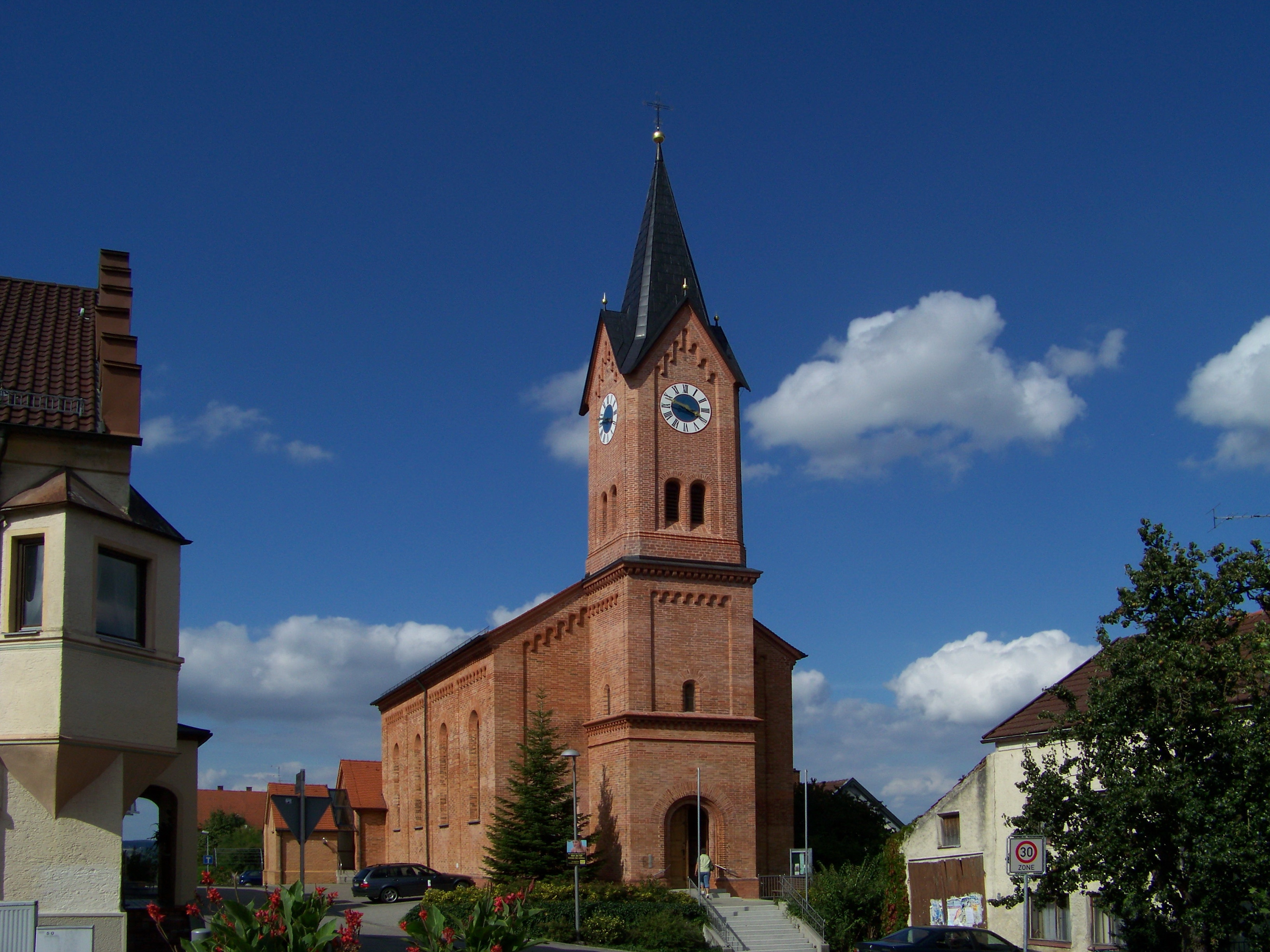
Katholische Pfarrkirche St. Vitus in Dingolfing, 1849

 Johann Baptist Bernlochner (* 1799 in Dietramszell; † 8. November 1869 in Landshut) war ein deutscher Baumeister und Theaterunternehmer. Er baute Häuser in und um Landshut, vor allem den Bernlochner-Komplex mit einem Theater.

## Leben
Bernlochners Vater und Großvater waren Klostermaurer am Kloster Dietramszell. Seine Maurermeisterprüfung legte er 1826 in München ab. 1826 erwarb er das Landshuter Bürgerrecht. Er heiratete die Tochter eines Landshuter Baumeisters und bezog mit ihr das Haus in der Rosengasse 350, ihre Mitgift. Zudem erhielt er damit die Maurermeisters-Gerechtsame.
Ab 1826 errichtete er Häuser in Landshut, von denen viele heute Baudenkmäler sind. 1832 baute er einen Sommerkeller für die Brauerei Dräxlmeier (heutiges Dräxlmaierschlösschen). 1835 stand er neben Simon Pausinger der Lokalbaukommission der Stadt Landshut vor. 1839 erbaute er das Ottonianum.
Ab 1839 erwarb Bernlochner mehrere Grundstücke an der Isar und eröffnet hier 1841 den Gasthof zum Goldenen Hahn, das heute als Bernlochner Palais Restaurant betrieben wird. Seit Frühjahr 2016 sind das Restaurant wie auch die Bernlochnersäle im Besitz der Stadt Landshut.
Im Oktober 1841 wurde das daran angeschlossene Theater eröffnet und der  Bernlochner-Komplex rasch kultureller Mittelpunkt Landshuts. Die Bälle im Redoutensaal, ab 1857 erstmals von Bernlochner mit modernen 100 Gasleuchten ausgestattet, waren gesellschaftliche Höhepunkte in Landshut. Bernlochner hatte dort eine eigene Loge. Der Redoutensaal ist bis heute in Betrieb.
1857 nutzte Bernlochner in seinem Theater erstmals Gas für die Beleuchtung. Die Stadt Landshut folgte 1858, gründete eine Gasfabrik für die Gasversorgung und legte den Grundstein für die heutigen Stadtwerke Landshut.
1849 baute er die Katholische Pfarrkirche St. Vitus in Teisbach bei Dingolfing, 1857 die Backstein-Gebäude des Bahnhofs Landshut. 1858 gründete er die Freiwillige Feuerwehr Landshut, deren erster Kommandant er war. Mit seiner Mischung aus Geselligkeit und Ideenreichtum wurde er von seinen Mitbürgern geachtet.
1869 verlor er bei einer Insolvenz sein gesamtes Vermögen, erlitt einen Schlaganfall und starb zwei Wochen danach.
Bernlochner hatte zehn Kinder aus drei Ehen.